# Диспрозий
| 66        | Диспрозий |
| Dy162,500 |           |
| 4f106s2   |           |

Диспро́зий (химический символ — Dy, от лат. Dysprosium) — химический элемент 3-й группы (по устаревшей классификации — побочной подгруппы третьей группы, IIIB) шестого периода периодической системы химических элементов Д. И. Менделеева, с атомным номером 66.
Относится к семейству лантаноидов.
Простое вещество диспрозий — это редкоземельный серебристо-серый металл. В чистом виде в природе не встречается, однако входит в состав некоторых минералов, например, ксенотима.

## Свойства

### Физические
Полная электронная конфигурация атома диспрозия: 1s22s22p63s23p64s23d104p65s24d105p66s24f10.
Диспрозий — это серебристо-серый металл. Не радиоактивен. Является ферромагнетиком.
Ниже 1384 °C устойчив, α-модификация с гексагональной плотноупакованной решёткой.
Температура плавления — 1407 °C, кипения — 2567 °C. Плотность 8551 кг/м3. Точка Кюри 88,3 К.

### Химические
В соединениях проявляет степень окисления +3. Металлический диспрозий медленно окисляется на воздухе при температуре 20 °C.
При нагревании металлический диспрозий реагирует с галогенами, азотом, водородом. Взаимодействует с минеральными кислотами (кроме HF), образуя соли Dy (III), не взаимодействует с растворами щелочей.

## История
В 1878 году было обнаружено, что в рудах эрбия содержатся оксиды гольмия и тулия. В 1886 году в Париже французский химик Поль Эмиль Лекок де Буабодран, работая с оксидом гольмия, отделил от него оксид диспрозия. Его процедура выделения диспрозия включала растворение оксида диспрозия в кислоте, а затем добавление аммиака для осаждения гидроксида. Он смог изолировать диспрозий от его оксида только после более чем 30 попыток. После успеха он назвал элемент диспрозием от греческого диспрозитос (др.-греч. δυσπρόσιτος), что означает «трудно получить».
Элемент не был выделен в относительно чистой форме до тех пор, пока в начале 1950-х годов Фрэнк Спеддинг из Университета штата Айова не разработал методы ионного обмена.
Из-за его применения в постоянных магнитах, используемых для ветряных турбин, утверждалось, что диспрозий будет одним из главных объектов геополитической конкуренции в мире, в сфере возобновляемых источников энергии. Но эта точка зрения подверглась критике за то, что она не учла, что большинство ветряных турбин не используют постоянные магниты, а также за недооценку силы экономических стимулов для расширения производства.

## Нахождение в природе
Кларк диспрозия в земной коре (по Тэйлору) — 5 г/т, содержание в воде океанов — 2,9⋅10−6.
Вместе с другими редкоземельными элементами входит в состав минералов гадолинита, ксенотима, монацита, апатита, бастензита и других.

### Месторождения
Диспрозий добывается в месторождениях лантаноидов, наиболее значительные из которых находятся в Китае, США, Вьетнаме, Афганистане, России (Кольский полуостров), Кыргызстане, Австралии, Бразилии, Индии.
Значительны запасы в глубоководном месторождении редкоземельных минералов у тихоокеанского острова Минамитори в исключительной экономической зоне Японии.

## Изотопы
Естественный диспрозий состоит из 7 стабильных изотопов: 156Dy, 158Dy, 160Dy, 161Dy, 162Dy, 163Dy и 164Dy; 164Dy является наиболее распространённым (28,26 % естественного диспрозия). Описаны 29 радиоизотопов, наиболее стабильны из которых 154Dy с периодом полураспада 3 000 000 лет, 159Dy с периодом полураспада 144,4 суток, 166Dy с периодом полураспада 81,6 часа. У остальных радиоактивных изотопов период полураспада менее 10 часов. Диспрозий имеет также 12 ядерных изомеров, наиболее стабильный из которых 165mDy с периодом полураспада 1,257 мин.

## Получение
Диспрозий получают восстановлением DyCl3 или DyF3 кальцием, натрием или литием.

### Цены
Цены на металлический диспрозий в слитках чистотой 99—99,9 % в 2008 году составляли 180—250 долларов за 1 кг (260—360 евро/кг).
В 2014 году 10 грамм диспрозия чистотой 99,9 % можно было купить за 114 евро (11400 евро/кг).
За 2010-е годы  стоимость диспрозия выросла на 2000 %.

## Применение
- Металлургия. Диспрозий служит легирующим компонентом цинковых сплавов. Добавление диспрозия к цирконию резко улучшает его технологичность (но увеличивает сечение захвата тепловых нейтронов). Так, легированный диспрозием цирконий легко поддается обработке давлением (прессование прутков).
- Лазерные материалы. Ионы диспрозия применяются в медицинских лазерах (длина волны — 2,36 мкм).
- Катализаторы. Применяется в качестве эффективного катализатора.
- Ядерная энергетика. Диспрозий применяется в атомной технике (борид, борат, оксид, гафнат, титанат) как активно захватывающий нейтроны материал (покрытия, эмали, краски, регулирующие стержни), сечение захвата природной смеси изотопов около 930 барн, а самыми активными в природной смеси изотопов к захвату нейтронов являются диспрозий-161 (585 барн) и диспрозий-164 (2700 барн). Например, в регулирующих стержнях реакторов ВВЭР-1000 применяется титанат диспрозия[12], однако лишь в качестве дополнения, основная часть стержня заполнена карбидом бора. Эффективность поглощения у титаната диспрозия меньше, чем у бора, но на диспрозии поглощаются нейтроны с вылетом только гамма-квантов, без испускания альфа-частиц, поэтому это вещество не распухает[13].
- Гигантский магнитострикционный эффект. Сплав диспрозий-железо, в поликристаллическом и особенно в монокристаллическом виде применяется как мощный магнитострикционный материал.
- Термоэлектрические материалы. Термо-ЭДС монотеллурида диспрозия — около 15—20 мкВ/К.
- Электроника. Ортоферрит диспрозия ограниченно находит применение в электронике.
- Магнитные материалы. Оксид диспрозия применяется в производстве сверхмощных магнитов.
- Источники света. Диспрозий применяется для производства осветительных металлогалогеновых ламп со спектром, близким к солнечному. Dy2O3 используют как компонент люминофоров красного свечения.

## Биологическая роль
Биологической роли не несёт. Металлическая пыль диспрозия раздражает лёгкие.